# 카렐 안체를

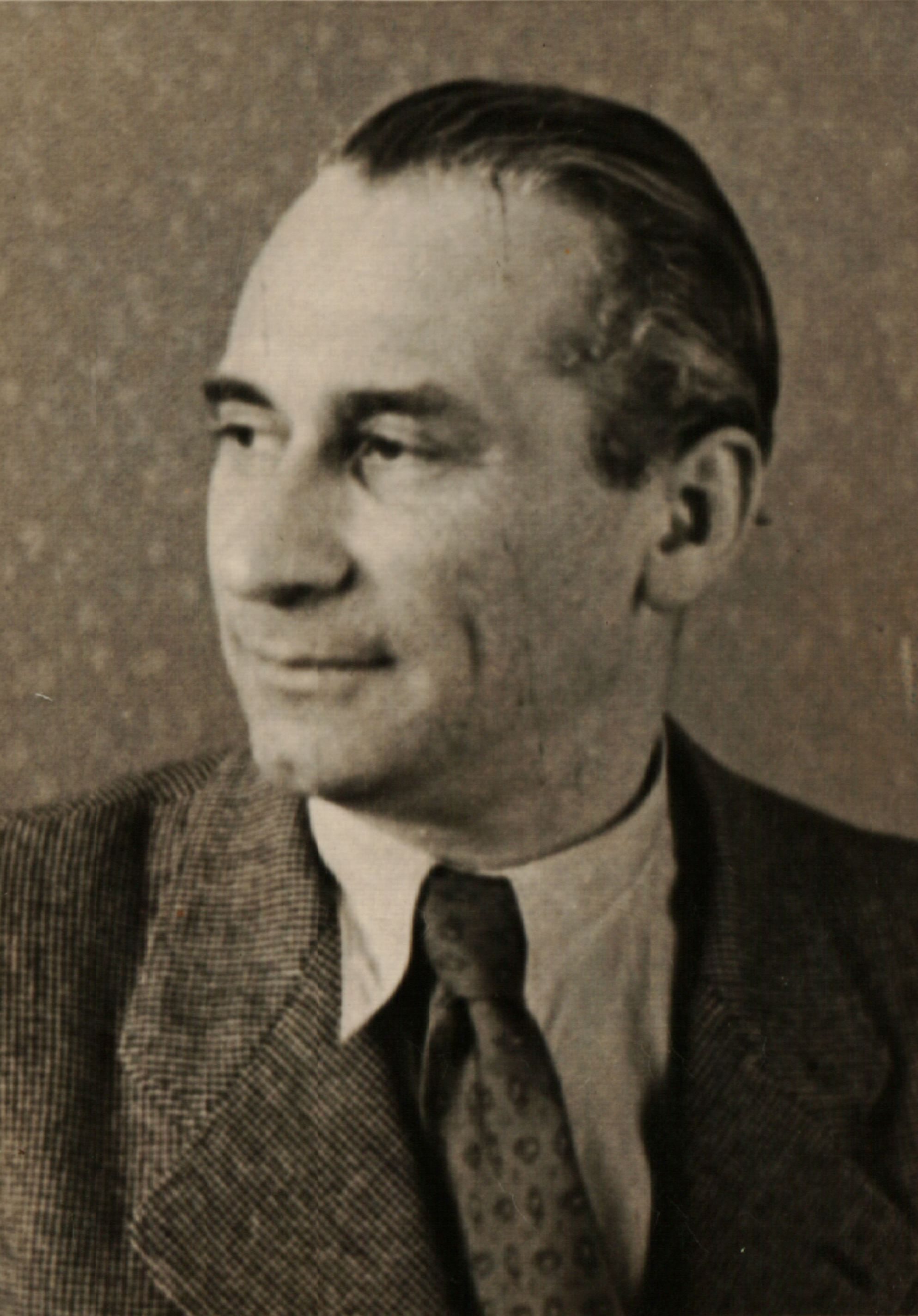
카렐 안체를

카렐 안체를(Karel Ančerl, 1908년 4월 11일 ~ 1973년 7월 3일)은 세계적으로 유명한 체코 지휘자이다. 그는 특히나 체코 작곡가들의 음악에 가장 뛰어난 해석을 보여준 지휘자로 평가받는다. 안체를은 유태인 출신으로 제2차 세계 대전 당시 테레지엔슈타트 수용소에서 살아남은 음악가로도 유명하다.
1968년 프라하의 봄 이후 소련이 체코슬로바키아로 침공해 오자, 그는 캐나다 토론토로 망명했다. 그 곳에서 그는 죽을 때까지 토론토 심포니 오케스트라를 지휘했다.